# بشير ضيف الله
بشير ضيف الله (ولد يوم 27 أكتوبر 1971 م، بحاسي بحبح. ولاية الجلفة / الجزائر) أكاديمي، شاعر وكاتب عربي  ، أستاذ اللغة والأدب العربي، عضو المجلس الوطني لجمعية الجاحظية الوطنية، وعضو عامل سابق باتحاد الكتاب الجزائريين، متحصل على شهادة دكتوراه العلوم في المناهج النقدية المعاصرة وتحليل الخطاب - بجامعة الجزائر المركزية.من بين شهاداته: ماجستير آداب ، تخصص دراسات أدبية،جامعة الجزائر، وليسانس حقوق، وليسانس آداب، وشهادة الكفاءة المهنية للمحاماة.
كما أدرج إسمه في العديد من الموسوعات والدواوين مثل: 
1- موسوعة الأدباء والعلماء الجزائريين، منشورات دار الحضارة، 2002، الجزائر، ط 1 ص 208 .
2- ديوان الشهيد محمد الدرة، منشورات البابطين، الكويت، 2001، ج1 ، ص 220 .
3- معجم البابطين للشعراء العرب المعاصرين، الكويت، ط 3، 2014، المجلد الثامن، ص 200
4- الموسوعة الكبرى للشعراء العرب، اعداد فاطمة بوحراكة، 2009 .
5- هكذا تكلم وطار، جمع واعداد الدكتور علي ملاحي، مؤسسة كنوز للنشر والتوزيع، الجزائر، 2011، المقام النقدي الثاني، ص 479 .

## إنجازات
له عدة من القصائد والدواوين طبع منها ولا يزال الآخر تحت الطبع وفي عدة مجالات

### ميدان الأدب، والنقد
- نُ...ووجهك الغارب... 1998م، (مجموعة شعرية)، مطابع التبيين –الجاحظية

- شاهدٌ على اغتيال وردة... 2003 م، (مجموعة شعرية)، مطابع التبيين –الجاحظية

- أشكِّلُني في المجاز أنا... 2003م، (مجموعة شعرية)، مطبوعات التبيين -الجاحظية-

- إحالات...2007م[4]، (مجموعة شعرية) مطبوعات وزارة الثقافة في إطار فعاليات الجزائر عاصمة الثقافة العربية.
- الوقائع الأسلوبية الدالة أنماطها وخصوصياتها في قصيدة «لاعب النرد» لـ: «محمود درويش».(المؤسسة الوطنية للكتاب.2013)

- وبعض من القصائد تم نشرها عبر المواقع الالكترونية [5][6]
- أساليب الشعرية المغاربية المعاصرة، مقاربة اسلوبية إحصائية، البنية الإيقاعية.دار من المحيط إلى الخليج، الأردن،2018
- الراهن والتحولات: مقاربات في الرواية العربية، منشورات الحي الثقافي كاتارا، قطر،2018
- العولمة وتحولات الكتابة: من الورقي غلى الرقمي: قراءة في الأدب التفاعلي الرقمي، دار ميم للنشر،2018

### الميدان الفكري
- فلسفة الحضارة في فكر مالك بن نبي2005م، منشورات المجلس الأعلى للُّغة العربية.[7]

- الطبعة الثانية صدرت سنة 2014 عن منشورات ابن مرابط ببرج الكيفان. الجزائر

## نشاطات
حضر عدة مشاركات منها فعاليات جامعة ناصر الأممية /طرابلس/2003/2004 وأكثر من 30 ملتقى داخل الجزائر، له بعض من المنشورات في الدوريات العربية مثل: «الزمان، المدى، كتابات معاصرة، الفينيق، القدس العربي، مجلة مقاربات، المعيار الــخ...»، وفي عديد من المواقع الإلكترونية المختصة ، ساهم في تنظيم 3دورات من الملتقي الوطني للإبداع الأدبي والفني بالجلفة.

## جوائز تحصل عليها
- جائزة هواري بومدين1990م.

- جائزة مفدي زكريا المغاربية للشعر1997م.

- جائزة وزارة الاتصال، والثقافة 1999م.

- جائزة عبد الحميد بن هدوقة للشعر 2003.

- جائزة الكلمة المعبرة /الجزائر 2003م.

- جائزة النقد الروائي/جريدة الشروق وجريدة البلاد الجزائريتين 2003م.

- جائزة الكلمة المعبرة /الجزائر 2007م.[10]

- جائزة الملتقى الدولي الثالث عشر للرواية عبد الحميد بن هدوقة/ديسمبر 2010.

- جائزة المجلس الأعلى للغة العربية 2004م.

- جائزة وزارة المجاهدين للشعر2007م.

- جائزة وزارة المجاهدين للبحث في ثورة أول نوفمبر1954م، دورة 2008م.

- الجائزة الوطنية للشعر2010، دار الثقافة/أدرار.

- جائزة عبد الحميد بن باديس للشعر، قسنطينة 2010.

- جائزة وزارة المجاهدين 2013.

- جائزة كتارا فئة الدراسات والبحوث الدورة الثالثة لسنة 2017م [11]
- المرتبة الثانية جائزة مصطفى كاتب الدولية في النقد المسرحي.2021